# ميناء قاسم

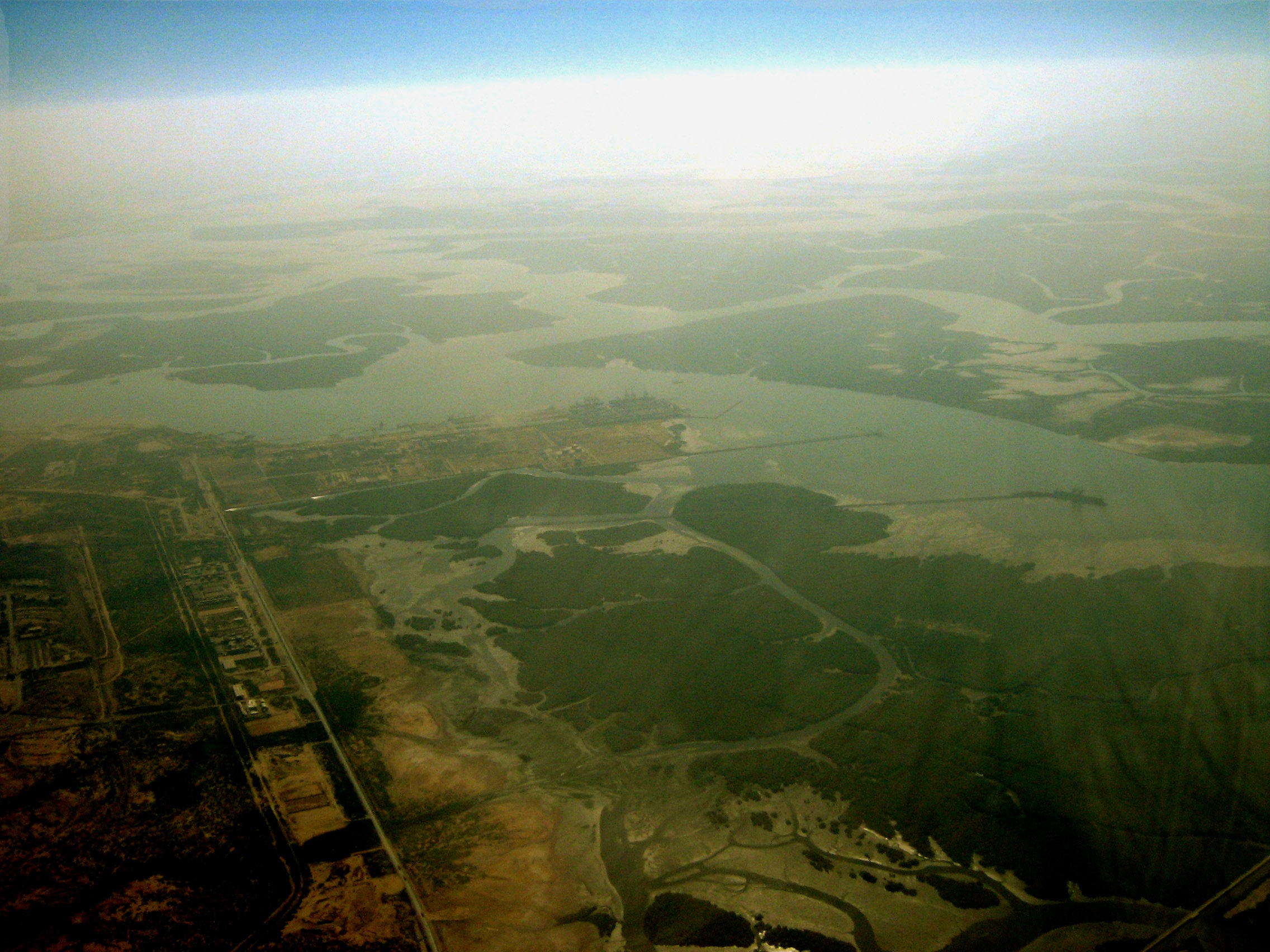
ميناء قاسم.

ميناء قاسم هو ميناء بحري في المياه العميقة في كراجي في الباكستان ، على الخط الساحلي لبحر العرب.
سميت على اسم محمد بن القاسم الثقفي فاتح السند. هو ثاني أكثر المواني ازدحاما في باكستان يعد ميناء كراجي ، وتمر به حوالي 35٪ من البضائع في البلاد. وتتم إدارة الميناء من قبل شركة موانئ دبي العالمية المملوكة لدولة الإمارات العربية المتحدة